# Zeal & Ardor
I Zeal & Ardor sono un gruppo musicale avant-garde metal svizzero fondato nel 2013 per iniziativa del cantante e polistrumentista Manuel Gagneux.

## Storia
Il progetto è stato creato durante la permanenza di Gagneux a New York con l'intento di unire le sonorità soul e gospel (derivate dal suo precedente progetto pop barocco Birdmask) con altre vicine al black metal. Dopo il demo omonimo del 2014, l'artista ha realizzato e pubblicato l'album di debutto Devil Is Fine nel 2016 attraverso la MVKA, etichetta britannica con la quale ha firmato un contratto in quell'anno.
Dal 2017 a Gagneux si sono aggregati vari musicisti al fine di supportarlo durante le sue tournée. L'anno dopo è stata la volta del secondo album Stranger Fruit. Per esso il gruppo ha intrapreso un'estesa tournée, culminata con un concerto tenuto all'Electric Ballroom di Londra, immortalato nell'album dal vivo Live in London del 2019.

Il 23 ottobre 2020 è uscito l'EP Wake of a Nation, composto da sei brani che Gagneux ha scritto e dedicato alle vittime afroamericane morte per mano della polizia statunitense, come Michael Brown e George Floyd:
Il 25 maggio 2021 i Zeal & Ardor hanno fatto ritorno sulla scena musicale con il singolo Run, volto ad anticipare il terzo album. Pubblicato l'11 febbraio 2022, il disco, intitolato semplicemente Zeal & Ardor, si compone di quattordici brani, di cui cinque estratti come singoli (oltre a Run). Durante il 2022 il gruppo ha tenuto un'estesa tournée mondiale di 48 date che ha inizialmente avuto luogo nell'America settentrionale tra settembre e ottobre e in seguito anche in Europa tra il 6 novembre e il 15 dicembre.

## Formazione
Attuale

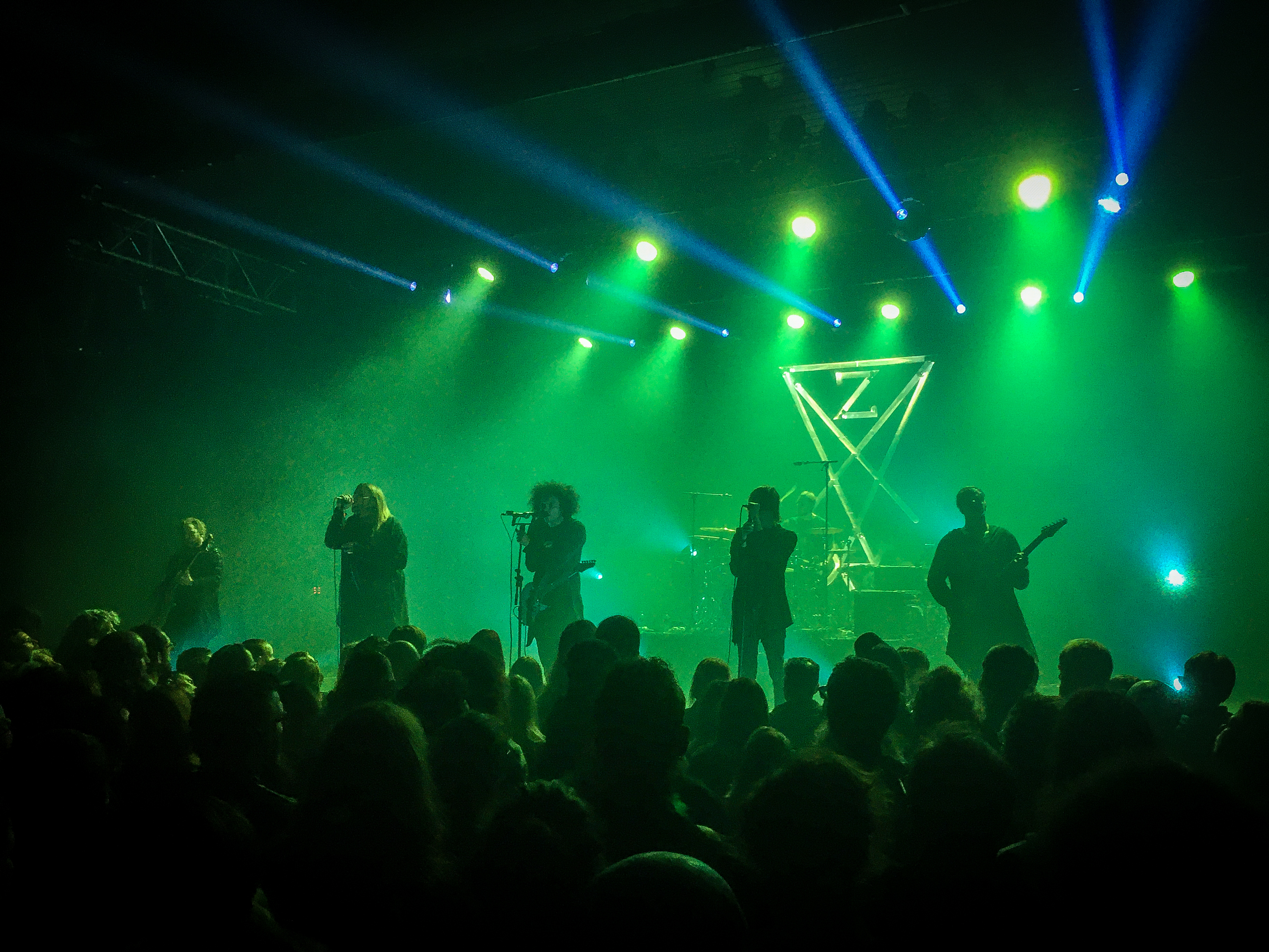
La formazione dal vivo durante un concerto a Losanna nel 2019

- Manuel Gagneux – voce, chitarra, basso, tastiera, programmazione, campionatore, sintetizzatore (2013-presente)
- Tiziano Volante – chitarra (2024-presente, turnista 2017-2024)
- Marco von Allmen – batteria (2024-presente, turnista 2017-2024)
- Denix Wagner – cori (2024-presente, turnista 2017-2024)
- Marc Obrist – cori (2024-presente, turnista 2017-2024)
- Lukas Kurmann – basso (2024-presente, turnista 2019-2024)

Ex turnisti
- Mia Rafaela Dieu – basso (2017-2019)

## Discografia

### Album in studio
- 2016 – Devil Is Fine
- 2018 – Stranger Fruit
- 2022 – Zeal & Ardor
- 2024 – Greif

### Album dal vivo
- 2019 – Live in London

### EP
- 2018 – Live in Montreux
- 2020 – Wake of a Nation

### Singoli
- 2016 – Devil Is Fine
- 2016 – Children's Summon
- 2017 – Come on Down
- 2018 – Gravedigger's Chant
- 2018 – Waste
- 2018 – Built on Ashes
- 2018 – You Ain't Coming Back
- 2020 – I Can't Breathe
- 2020 – Vigil
- 2020 – Tuskegee
- 2020 – Trust No One
- 2020 – Wake of a Nation
- 2021 – Run
- 2021 – Erase
- 2021 – Bow
- 2021 – Götterdämmerung
- 2021 – Golden Liar
- 2022 – Church Burns
- 2022 – Firewake/Cinq
- 2024 – To My Ilk
- 2024 – Clawing Out
- 2024 – Fend You Off
- 2024 – Hide in Shade